# 아닌드야 고즈
아닌드야 고즈(Anindya Ghose, 1974년 경 ~ )는 인도 태생 미국 경제학자이다.